# バリー・レヴィンソン
バリー・レヴィンソン（Barry Levinson、1942年4月6日 - ）は、アメリカ合衆国の脚本家・映画プロデューサー・映画監督・俳優。メリーランド州ボルチモア出身。

## 略歴
アメリカン大学中退。テレビの台本を書いているうちに、メル・ブルックス監督と知り合い、『メル・ブルックスのサイレント・ムービー』の脚本に参加。1982年の『ダイナー』で監督デビュー。
1988年、『レインマン』でアカデミー監督賞とベルリン国際映画祭金熊賞を、1997年の『ウワサの真相/ワグ・ザ・ドッグ』でベルリン国際映画銀熊賞を受賞した。
出身地のボルティモアに思い入れがあり、映画『わが心のボルチモア』やテレビシリーズ『ホミサイド/殺人捜査課』は、ボルティモアが舞台である。
女優で脚本家のヴァレリー・カーティンは元妻、俳優で映画監督でもあるサム・レヴィンソンは再婚相手であるダイアナ・ローズとの間に生まれた息子である。

## 主な作品

### 監督・製作・脚本
- ダイナー Diner（1982年）
- ナチュラル The Natural（1984年）
- 殺したいほど愛されて Unfaithfully Yours（1984年）
- ヤング・シャーロック/ピラミッドの謎 Young Sherlock Holmes（1985年）[1]
- ティンメン/事の起こりはキャデラック Tin Men（1987年）日本劇場未公開・ビデオスルー
- グッドモーニング, ベトナム Good Morning, Vietnam（1987年）
- レインマン Rain Man（1988年）出演も
- わが心のボルチモア Avalon（1990年）
- バグジー Bugsy（1991年）
- トイズ Toys（1992年）
- ディスクロージャー Disclosure（1994年）
- ジミー・ハリウッド Jimmy Hollywood（1994年）日本劇場未公開・ビデオスルー
- スリーパーズ Sleepers（1996年）
- ウワサの真相/ワグ・ザ・ドッグ Wag the Dog（1997年）
- スフィア Sphere（1998年）
- リバティ・ハイツ Liberty Heights（1999年）日本劇場未公開・ネット配信
- ピース・ピープル An Everlasting Piece（2000年）日本劇場未公開・DVDスルー
- バンディッツ Bandits（2001年）
- 隣のリッチマン Envy （2004年）日本劇場未公開・DVDスルー
- ロビン・ウィリアムズのもしも私が大統領だったら… Man of the Year（2006年） 日本劇場未公開・DVDスルー
- トラブル・イン・ハリウッド What Just Happened（2008年）
- 死を処方する男 ジャック・ケヴォーキアンの真実 You Don't Know Jack（2010年）テレビ映画
- ザ・ベイ The Bay（2012年）
- ロック・ザ・カスバ! Rock the Kasbah（2015年）
- アウシュヴィッツの生還者 The Survivor（2021年）

### 製作のみ
- 初恋 First Love（1970年）
- サスピション/断崖の恐怖 Suspicion（1987年）日本未公開
- ホミサイド/殺人捜査課 Homicide: Life on the Street（1993年 - 1997年）製作総指揮、テレビシリーズ
- フェイク Donnie Brasco（1997年）
- OZ/オズ Oz（1997年 - 2003年）製作総指揮、テレビシリーズ
- 抱擁 Possession（2002年）
- アナライズ・ユー Analyze That（2002年）
- CITY ON A HILL/罪におぼれた街 City on a Hill（2019年 - ）製作総指揮

### 脚本
- メル・ブルックスのサイレント・ムービー Silent Movie（1976年）
- メル・ブルックス/新サイコ High Anxiety（1977年）出演も
- ジャスティス ...And Justice for All（1979年）

### 出演
- メル・ブルックスのサイレント・ムービー Silent Movie（1976年）
- メル・ブルックス/新サイコ High Anxiety（1977年）
- クイズ・ショウ Quiz Show（1994年）
- ビー・ムービー Bee Movie（2007年）声の出演
- 幸せは、ここにある Here Today（2021年）